# Canções Que Minha Mãe Me Ensinou
Canções que minha mãe me ensinou (em alemão, Als die alte Mutter sang; ou Když mne stará matka zpívat, em tcheco; e também notoriamente conhecida pelo inglês Songs my mother taught me) é a quarta das sete melodias que formam o ciclo Canções Ciganas (Cigánské melodie, B. 104/4, Op. 55/4), de Antonín Dvořák.
Foram escritas para voz e piano em 1880 com letra em língua alemã de Adolf Heyduk, baseada em poemas folclóricos tchecos, e expressam a liberdade e as emoções da vida cigana, aproveitando-se de algumas influências rítmicas da música cigana da Boêmia. O ciclo de canções foi dedicado ao admirador de Dvořák, o cantor de câmara vienense Gustav Walter.
Canções que minha mãe me ensinou se tornou uma das canções preferidas em concertos e recitais, tanto em sua versão cantada quanto instrumental. Com o título em inglês Songs my mother taught me, inspirou o nome de muitos álbuns, mesmo quando não incluindo em suas faixas essa canção. Na discografia internacional, foi interpretada com destaque por cantores como Magdalena Kožená, Nellie Melba, Jeanette MacDonald, Joan Sutherland, Kirsten Flagstad, Paul Robeson, Angela Gheorghiu and Renée Fleming. O célebre violinista Fritz Kreisler transcreveu a canção para piano e violino e costumava interpretá-la frequentemente, sendo essa versão publicada pela primeira vez em 1914.

## Letra
Versão tcheca
Když mne stará matka zpívat, zpívat učívala,
podivno, že často, často slzívala.
A ted' také pláčem snědé líce mučím,
když cigánské děti hrát a zpívat učím!
Tradução em português
Quando minha velha mãe me ensinava a cantar,
estranhava que frequentemente derramasse lágrimas.
E agora também descem lágrimas por minhas bochechas morenas
quando ensino as crianças ciganas a cantar e tocar.
Versão alemã (de Adolf Heyduk)
Als die alte Mutter mich noch lehrte singen,
tränen in den Wimpern gar so oft ihr hingen.
Jetzt, wo ich die Kleinen selber üb im Sange,
rieselt's in den Bart oft,
rieselt's oft von der braunen Wange.
Versão inglesa
Songs my mother taught me,
In the days long vanished;
Seldom from her eyelids
Were the teardrops banished.
Now I teach my children,
Each melodious measure.
Oft the tears are flowing,
Oft they flow from my memory's treasure.